# Dos Lagunas (norra Calakmul kommun)
Dos Lagunas är en ort i Mexiko.   Den ligger i kommunen Calakmul och delstaten Campeche, i den östra delen av landet, 1 000 km öster om huvudstaden Mexico City. Dos Lagunas ligger 203 meter över havet och antalet invånare är 209.
Terrängen runt Dos Lagunas är platt. Runt Dos Lagunas är det mycket glesbefolkat, med 7 invånare per kvadratkilometer. Närmaste större samhälle är Unión 20 de Junio, 11,0 km sydost om Dos Lagunas. I omgivningarna runt Dos Lagunas växer i huvudsak städsegrön lövskog.